# ロンサム・サンダウン
ロンサム・サンダウン（Lonesome Sundown、本名：コーネリアス・グリーンIII世、1928年12月12日 – 1995年4月23日）は、アメリカ合衆国のブルース・ミュージシャン。1950年代から1960年代初頭にかけてエクセロ・レコードに残したスワンプ・ブルースのレコーディングで知られる。

## 来歴

### 幼少期から青年期
ロンサム・サンダウンは1928年、ルイジアナ州ドナルドソンヴィル近郊のデューガス・プランテーションで生まれた。1948年、18歳のとき彼はニューオーリンズに移住し、ジェファーソン郡のカジノのサウスポート・クラブを始め、ホテル、精米所、建設会社など様々な仕事をした。同年のうちにドナルドソンヴィルに戻った彼は、マディ・ウォーターズやジョン・リー・フッカーに影響を受け、従兄よりギターのレッスンを受けるようになった。フッカーの「Boogie Chillun」が彼が初めてギターで覚えた曲であった。

### 音楽のキャリア
1953年、短い期間ルイジアナ州ジンレットでトラック運転手を務めたあと、彼はテキサス州ポートアーサーに移住し、ガルフ石油の製油所で働いた。この頃になると彼は音楽を真剣に考えるようになり、地元クラブでジャム・セッションに参加するようになった。1955年、彼はクリフトン・シェニエに声をかけられ、レイクチャールズのブルー・ムーン・クラブで、彼の新しいバンド、ザディコ・ランブラーズと一緒にやってみないかと勧められた。シェニエは、バンドのファースト・ギタリストだったフィリップ・ウォーカーと並んでプレイするセコンド・ギタリストのポジションをサンダウンに提案したのだった。
サンダウンは、シカゴやロサンゼルスまでバンドとツアーをともにした。シェニエの楽曲「The Cat's Dreaming」は、サンダウンがプロデューサーのバンプス・ブラックウェルのオーディションを受けるはずだったときにうっかり寝過ごし、契約を逃した逸話にインスピレーションを受けたものである。
サンダウンは1955年に結婚し、ザディコ・ランブラーズを脱退、ルイジアナ州オペルーサスに移住して、ロイド・レイノードとプレイする傍ら曲を書くようになった。彼はデモ・テープをレコーディングし、クロウリーのプロデューサー、ジェイ・ミラーの下に持ち込んだ。ミラーはこれに感銘を受け、彼に「ロンサム・サンダウン」という芸名を与えて、彼のデビュー・シングル「Leave My Money Alone」（B面は「Lost Without Love」）をレコーディングした。ミラーはこれを1956年にエクセロ・レコードにリースしている。
これに続くシングル「My Home Is A Prison」（後にキム・ウィルソンをハーモニカにフィーチャーしたロニー・アール・アンド・ザ・ブロードキャスターズがカヴァーしている。B面は「Lonesome Whistler」）はより大きな成功を収め、サンダウンはミラーの抱えるルイジアナ南部のミュージシャンたちの中でも安定的な地位を占めるようになった。彼はチャート入りするヒットこそ記録したことがなかったが、ミラーの下で8年間に渡りレコーディングを続け、レコードはまずまずの数量を売り上げた。彼の出したレコードには「Don't Say A Word」（ハーモニカにレイジー・レスターが参加）、「I'm A Mojo Man」、「I Stood By (And Watched Another Man Steal My Gal)」、「You Know I Love You」、「Learn To Treat Me Better」（後にファビュラス・サンダーバーズがカヴァー）、「My Home Ain't Here」、そして多くカヴァーされている「Gonna Stick To You Baby」などがあった。
サンダウンとミラーの仕事関係は1960年代に入っても続いた。1964年、彼は「Hoo Doo Woman Blues」（B面は「I've Got A Broken Heart」）をレコーディングしたが、これは黒人マーケットのみをターゲットとした「最後の民族的ダウンホーム・ブルースのシングル・レコードの一つ」と称された。
サンダウンは1965年頃には、ヒットが出ないことに嫌気がさすようになっていた。彼はこの時期、離婚で困難を経験していたこともあり、音楽業界から離れて一労働者となり、世界主イエス・キリスト使徒派信仰フェローシップ教会（Lord Jesus Christ of the Apostolic Faith Fellowship Throughout the World Church）に加入。最終的にここで牧師職となっている。彼は1977年に再びレコーディングに戻るよう説得され、ブルース・ブロムバーグとデニス・ウォーカーのプロデュースで新しいブルース・アルバム『Been Gone Too Long』をレコーディングし、ジョリエット・レコードからリリースした。この作品の内容は悪くなかったものの、売り上げは芳しくなかった。1979年になってアリゲーター・レコードが再発したが、それでも状況が変わることはなかった。彼の最後のシングル・リリースは、1978年の「I Betcha (You Gonna Do Your Thing Tonight)」であった。
サンダウンは、この時期1979年のニューオーリンズ・ジャズ&ヘリテッジ・フェスティバルやスウェーデン・ツアーなどいくつかのコンサートでプレイもしている。1979年にはフィリップ・ウォーカーとの来日公演も予定されていたものの、直前になってキャンセル。彼の代わりにジョージ・スミスが来日している。
1994年、彼は脳梗塞に見舞われ言語障害が残った。彼は翌年の1995年4月23日、ルイジアナ州ゴンザレスで死去した。66歳だった。彼は没後の2000年、ルイジアナ州音楽殿堂に加えられた。

## 音楽のスタイルと影響力
ルイジアナ州のミュージシャンには珍しく、サンダウンのブルース・スタイルはジミー・リードよりは、マディ・ウォーターズのサウンドに沿ったものだった。暗く憂鬱な色を帯びた彼のレコーディングとすぐに彼だとわかるスタイルについてミラーは「スワンプのサウンド」と称した。LP『Been Gone Too Long』の論評の中でロバート・クリストガウは次のように述べている：
「丸みを帯びたリズム、楽しめるアレンジ、心温まる歌声、そしてスリム・ハーポのギターという要素を持った彼のサウンドは、ミシシッピ・デルタに対するバイユーの存在のように、ジョニー・シャインズと対極的な存在だ。彼ほどディープではないが、より楽しいのだ」。

## ディスコグラフィー

### アルバム
- 1970年 『Lonesome Sundown』 (Excello)
- 1977年 『Been Gone Too Long』 (Joliet)
- 1995年 『I'm A Mojo Man: Best Of The Excello Singles』 (Excello/AVI)
- 2020年 『Mojo Man: The Complete 1956–1962 Excello Singles』 (Soul Jam)

### シングル
- 1956年 「Leave My Money Alone」/「Lost Without Love」 (Excello)
- 1957年 「My Home Is A Prison」/「Lonesome Whistler」 (Excello)
- 1957年 「I've Got The Blues」/「Don't Say A Word」 (Excello)
- 1958年 「Lonely Lonely Me」/「I'm A Mojo Man」 (Excello)
- 1958年 「 I Stood By」/「Don't Go」 (Excello)
- 1959年 「'You Know I Love You」/「No Use To Worry」 (Excello)
- 1959年 「Gonna Stick To You Baby」/「'If You See My Baby」 (Excello)
- 1960年 「Learn To Treat Me Better」/「Love Me Now」 (Excello)
- 1961年 「Lonesome Lonely Blues」/「I'm Glad She's Mine」 (Excello)
- 1962年 「My Home Ain't Here」/「I Woke Up Cryin' (Oh What A Dream)」 (Excello)
- 1963年 「I'm A Samplin' Man」/「When I Had, I Didn't Need (Now I Need, Don't Have A Dime)」 (Excello)
- 1964年 「Guardian Angel」/「I Wanta Know Why」 (Excello)
- 1964年 「I Had A Dream Last Night」/「I Got A Broken Heart」 (Excello)
- 1964年 「You're Playin' Hookey」/「Please Be On That "519"」 (Excello)
- 1964年 「Hoo Doo Woman Blues」/「I'm Gonna Cut Out On You」 (Excello)
- 1965年 「It's Easy When You Know How」/「Gonna Miss You When You're Gone」 (Excello)
- 1978年 「I Betcha (You Gonna Do Your Thing Tonight)」/「Louisiana Lover Man」 (Joliet)